# Терзића авлија
Етно парк Терзића авлија, као сеоско туристичко домаћинство, из околине Ужица, у селу Злакуса (185 km од Београда) представља једну врсту музеја на отвореном и затвореном.
Датира са почетка 20. века, као типично сеоско домаћинство из околине Ужица, са старим кућама и окућницом као што су салаш, шупа, млекар, бунар, качара... Са радом, етно парк је почео 2005. године и годишње га посети око 6000 гостију, домаћих и страних. У Етно парку Терзића авлија је и седиште Етно удружења Завичај које је основано са циљем неговања културе, традиције, обичаја, старих заната и развој села кроз поспешај сеоског туризма и очувања животне средине. Терзића авлија је уједно и зачетник сеоског туризма у Злакуси, Граду Ужицу и синоним за сеоски туризам златиборског краја и често је место студијских посета за многе групе нових даваоца услуга у сеоском туризму у Србији и ван њених граница.
Терзића авлију данас чине:
- апартмани за смештај гостију у сеоском туризму
- угоститељски део (крчма качара и летња башта која је у ствари амбијентални део некадашњег домаћинства)
- камп за планинаре (места за шаторе, са обезбеђеним мокрим чворовима и прикључцима за електричну енергију)
- музејски део (са богатом збирком експоната почев од римског периода, Турске владавине, Кнежевине и Краљевине Србије, Краљевине Југославије, све до периода СФРЈ, учионица из периода Другог светског рата, поставка ткачнице, грнчарске радионице, изложбе ТРИ ВЕКА ГРНЧАРИЈЕ У ЗЛАКУСИ ...)
- галерија са библиотеком (са великм бројем наслова, која је на располагањима и гостима који у етно парку бораве на бази пансиона)
- продавница сувенира (грнчарија, народна ношња, етно сувенири ...)
- летња позорница (на којој се дешвају бројна културна дешавања попут Ускршњег дечијег концерта, фестивала вокалних солиста Распевана авлија, Сабора изворног стваралаштва ЗЛАКУСА И ПЕСМИ И ИГРИ ...)

Од Етно парка Терзића авлија полазе маркиране кружне пешачке стазе (у укупној дужини 60 km) које спајају етно парк са најзначајнијим туристичким објектима у околини - спомеником природе Потпећка пећина, спомеником у облику камене пирамиде из Другог светског рата на највишем врху села Градина одакле се пружа величанствен поглед под 360 степени на врхове Златибора, село Дрежник, долину реке Рзава, Овчар, Каблар, злакушко, узићко и потпећко поље, затим са Рошком бањом, реком Рзав, мајданом у селу Рупељево где злакушки грнчари ваде једну од сировина (минерал калцита, врста) за израду свог посуђа ...
Поред обиласка музејског дела и услуга преноћишта, организованим туристичким понудама етно парк нуди могућност организовања пролазних ручкова, презентацију старог грнчарског заната, посете грнчарским домаћинствима и Потпећкој пећини, пешачење маркираним пешачким стазама, мини фолклорне концерте Етно удружења „Завичај”, изложбе и презентације израде народне ношње, организовање мањих семинара и слично.
Етно парк „Терзића авлија” је седиште Етно удружења „Завичај” и отворена је за посете преко целе године.

## Награде и признања
Етно парк Терзића авлија, добитник је највећег признања у области сеоског туризма – Туристички цвет 2008, за дати допринос развоју туризма у Србији и као најуспешније сеоско туристичко домаћинство у Србији, које додељује Туристичка организација Србије, на светски Дан туризма. Такође, 2008. године „Терзића авлија” је била у номинацији за бренд „Најбоље из Србије”, по предлогу Министартва трговине РС и Привредне коморе Србије, Амбасаде Краљевине Холандије у Сарајеву, међународне организације Care International, као и USAID-a.